# Timur Bekmambetov
Timur Bekmambetov[réf. nécessaire] ou Timour Bekmambetov (en russe : Тиму́р Бекмамбе́тов) est un réalisateur, un scénariste et un producteur de cinéma et de publicité russe, d'origine kazakhe.

## Biographie
Timour Nourouakhitovitch Bekmambetov (en russe : Тиму́р Нуруахи́тович Бекмамбе́тов) naît le 25 juin 1961 et grandit dans la ville d'Atyraou (alors Gouriev) au Kazakhstan (faisant alors partie de l'URSS).
À l'âge de 19 ans, il s'installe à Tachkent en Ouzbékistan, où il est diplômé de l'Institut théâtral A. Ostrovsky. Après son service militaire, il travaille pour le studio Uzbekfilm et pour le théâtre Ilkhom. Il commence sa carrière de réalisateur dans le monde de la publicité en travaillant pour plus de cinq cents marques.
En 1994, il passe au cinéma en réalisant et produisant son premier long-métrage La Valse de Peshawar. 
Il dirige ensuite Gladiatrix en 2001, un remake d'un film de 1974. 
Puis en 2004, il scénarise et réalise Les Sentinelles de la nuit (Night Watch), fondée sur le roman du même nom de Sergueï Loukianenko. Projet ambitieux réalisé avec un budget modeste de deux millions de dollars, le film est un coup d'envoi pour sa carrière. Il produit ce film grâce à la société qu'il crée la même année, Bazelevs. La suite Day Watch n'a pas le même succès, mais ce film lui ouvre les portes de Hollywood.
Sorti en 2008, Wanted : Choisis ton destin est son premier film « hollywoodien », avec James McAvoy, Morgan Freeman et Angelina Jolie. Le film est un succès commercial et remporte en 2009 l'Empire Award du meilleur film fantastique ou de science-fiction.
Son style visuel particulier, inspiré du monde de la publicité, en fait un réalisateur très prometteur ; plusieurs projets sont dans son agenda, dont une suite pour Wanted, un remake de Moby Dick et la clôture de la saga Night Watch. D'autres projets sont en développement tels qu'un film de science-fiction intitulé The Days Before mettant en vedette Robert Downey Jr. et Reese Witherspoon.
Timur Bekmambetov reçoit, alors qu'il dirige le film Abraham Lincoln, chasseur de vampires, le prix du « Meilleur réalisateur international de l'année » lors de l'édition 2012 du CinemaCon, qui rassemble à Las Vegas l'ensemble des professionnels américains du cinéma. 

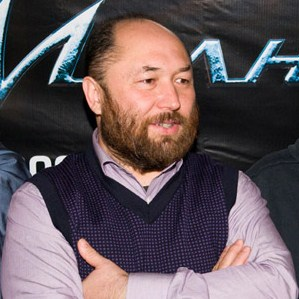
Timur Bekmambetov en 2009, lors de la promotion de L'Éclair noir

## Filmographie

### Réalisateur
- 1994 : La Valse de Peshawar (Пешаварский вальс) (coréalisé avec Gennadi Kayumov)
- 2000 : Nashi 90-e (série TV) - 8 épisodes
- 2001 : Gladiatrix (Гладиатрикс)
- 2004 : Night Watch (Ночной дозор, Nochnoi dozor)
- 2005 : Day Watch (Дневной дозор, Dnevnoi dozor)
- 2007 : L'Ironie du sort, la suite (Ирония судьбы. Продолжение)
- 2008 : Wanted : Choisis ton destin (Wanted)
- 2010 : Les Sapins de Noël (Ёлки, Yolki) (film collectif)
- 2012 : Abraham Lincoln, chasseur de vampires (Abraham Lincoln: Vampire Hunter)
- 2014 : Les Sapins de Noël 1914 (Ёлки 1914, Yolki 1914) (film collectif)
- 2016 : Ben-Hur
- 2016 : Les Sapins de Noël 5 (Ёлки 5, Yolki 5) (film collectif)
- 2018 : Profile
- 2021 : V2. Escape From Hell (Девятаев)
- 2025 : Mercy

#### Clips musicaux
- 2000 : Tu-lu-la de Chicherina
- 2000 : Kuba ryadom de Zapreshchyonnye Barabanshchiki
- 2000 : Zhara de Chicherina
- 2001 : Doroga de Chicherina
- 2012 : Powerless de Linkin Park
- 2021 : Lubimiy Gorod de Till Lindemann

### Scénariste
- 1994 : La Valse de Peshawar (Пешаварский вальс) de lui-même et Gennadi Kayumov
- 2004 : Night Watch de lui-même
- 2005 : Day Watch
- 2010 : Les Sapins de Noël (Ёлки) de lui-même et autres réalisateurs
- 2011 : Les Sapins de Noël 2 (Ёлки 2) - film collectif

### Producteur

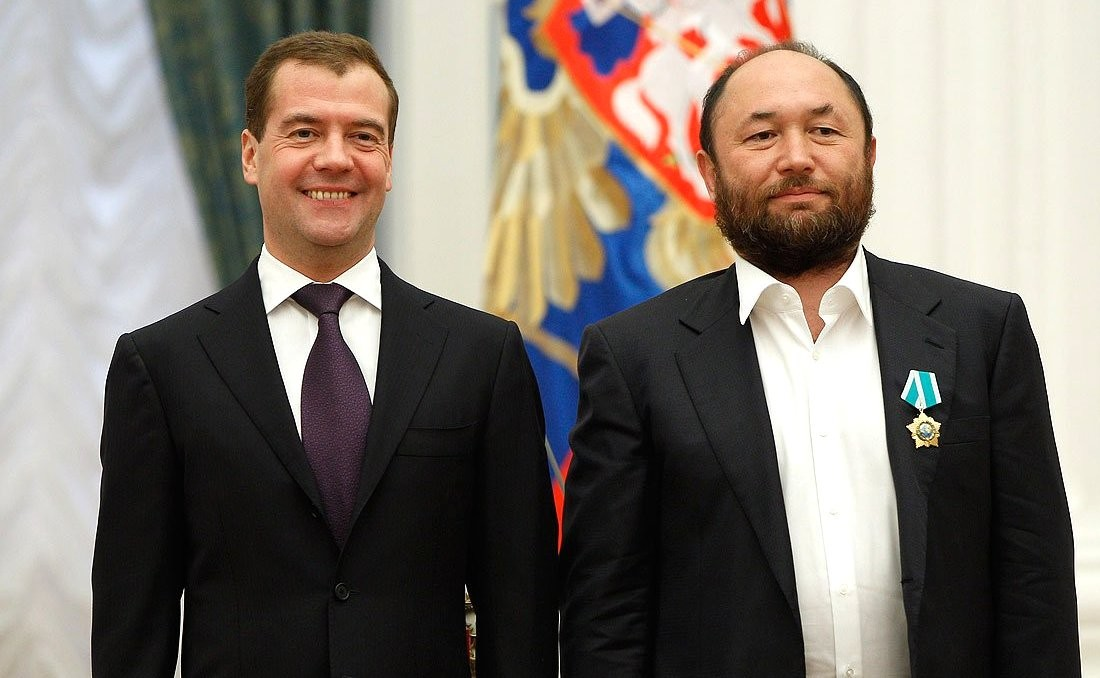
Timur Bekmambetov reçoit la médaille de l'Ordre de l'Amitié des mains du président Dmitri Medvedev en 2011.

- 2007 : L'Ironie du sort, la suite (Ирония судьбы. Продолжение) de lui-même
- 2009 : Numéro 9 de Shane Acker
- 2010 : Les Sapins de Noël de lui-même et Dmitri Kiseliov
- 2010 : L'Éclair noir (Чёрная Молния, Chornaya Molniya) d'Aleksandr Voïtinski et Dmitri Kiseliov
- 2011 : Fioritures (Выкрутасы, Vykrutasy) de Levan Gabriatze
- 2011 : Apollo 18 de Gonzalo López-Gallego
- 2011 : Les Sapins de Noël 2 de Dmitri Kisseliov (ru), Alexandre Kott, Levan Gabriadze (ru) et Alexandre Baranov
- 2011 : The Darkest Hour de Chris Gorak
- 2012 : Abraham Lincoln, chasseur de vampires de lui-même
- 2014 : Unfriended de Levan Gabriadze
- 2015 : Hardcore Henry d'Ilia Naïchouller
- 2017 : The Current War : Les Pionniers de l'électricité (The Current War) d'Alfonso Gomez-Rejon
- 2018 : Unfriended: Dark Web de Stephen Susco
- 2018 : Les Leçons persanes (Уроки фарсиen / Persischstunden) de Vadim Perelman
- 2021 : R and J de Carey Williams
- 2023 : Missing : Disparition inquiétante (Missing) de Will Merrick et Nicholas D. Johnson
- 2024 : CTRL de Vikramaditya Motwane
- 2025 : Mercy de lui-même
- 2025 : War of the Worlds de Rich Lee